# خانه محمود نجفی
خانه محمود نجفی مربوط به دوره افشار است و در شهرستان عشق‌آباد، روستای حسن‌آباد شجاع واقع شده و این اثر در تاریخ ۲۰ اردیبهشت ۱۳۸۶ با شمارهٔ ثبت ۱۹۰۹۰ به‌عنوان یکی از آثار ملی ایران به ثبت رسیده است.